# Некрасов, Антон Юрьевич
Антон Юрьевич Некрасов (эст. Anton Nekrassov; 15 декабря 1986 года, Кохтла-Ярве, Эстонская ССР, СССР) — эстонский хоккеист, нападающий.

## Карьера
Воспитанник петербургского СКА. В начале своей карьеры выступал за ряд петербургских команд: СКА-2, "Спартак" и "Комбат".
В 2008 году вернулся на родину - в Эстонию. Там он большую часть карьеры провел в клубе "Виру Спутник", в составе которого нападающий становился чемпионом страны. Некоторое время он выполнял функции капитана команды.
В 2016 году Антон Некрасов завершил свою хоккейную карьеру.

## Сборная
Нападающий выступал за все юношеские команды Эстонии, был капитаном молодежки. С 2005 по 2011 годы хоккеист регулярно вызывался в сборную Эстонии. Вместе с ней он участвовал в пяти Чемпионатах мира в низших лигах.

## Достижения
- Чемпион Эстонии (3) : 2008, 2010, 2016.